# 林巴迪
林巴迪（義大利語：Limbadi），是意大利维博瓦伦蒂亚省的一个市镇。总面积28.9平方公里，人口3734人，人口密度129.2人/平方公里（2009年）。